# Жавнерчик, Максим Анатольевич
Макси́м Анато́льевич Жавне́рчик (бел. Максім Анатольевіч Жаўнерчык; род. 9 февраля 1985[…], Солигорск, Минская область) — белорусский футболист, защитник. Экс-игрок сборной Беларуси.

## Карьера

### Клубная
Воспитанник ДЮСШ города Солигорска. Первый тренер — Леонид Николаевич Василенко. Профессиональную карьеру начал в 2003 году в «Шахтёре» из родного Солигорска, где сыграл 22 матча за дублирующий состав. В 2004 году перешёл в борисовский клуб БАТЭ, в составе которого играл до конца 2008 года, став за это время вместе с командой трижды чемпионом Беларуси, один раз обладателем и дважды финалистом Кубка Беларуси, участвовал в групповом турнире Лиги чемпионов 2008/09.
20 января 2009 года подписал четырёхлетний контракт с «Кубанью», в основном составе которой дебютировал 3 мая, выйдя на замену во 2-м тайме выездного матча против клуба «Химки». В том же матче, через 10 минут после выхода на поле, забил и свой первый гол за «Кубань». Всего за «Кубань» в том сезоне провёл 20 матчей в чемпионате, в которых забил 1 гол, а также сыграл 1 игру в Кубке России и 5 раз сыграл за молодёжный состав клуба. В сезоне 2010 года провёл 33 матча, забил 1 гол и стал, вместе с командой, победителем Первого дивизиона России. Кроме того, сыграл 1 встречу в Кубке страны. 1 марта 2012 года продлил контракт с «Кубанью». В 2013 году стал реже появляться на поле, но после того, как осенью команду возглавил Виктор Гончаренко, вновь стал основным игроком краснодарцев. Начиная с августа 2014 года вновь оказался на скамейке запасных, и в декабре покинул «Кубань» по окончании контракта.
12 января 2015 снова подписал контракт с БАТЭ. В составе борисовчан стал основным правым защитником. В августе 2015 года получил травму и восстановился только к концу сезона. В декабре 2015 года продлил контракт с клубом.
Сезон 2017 начинал в качестве основного правого защитника. В июне 2017 года не сыграл из-за травмы, позднее вернулся в строй. 12 июля последний раз сыграл БАТЭ в квалификационном матче Лиги чемпионов против «Алашкерта» (1:1), после чего перестал попадать в заявку на матчи. 31 июля 2017 года контракт БАТЭ с Жавнерчиком был прекращён по соглашению сторон. В тот же день Максим подписал соглашение с минским «Динамо». В феврале 2018 года продлил контракт с клубом на один год. В сезоне 2018 появлялся на поле нерегулярно: провёл девять матчей в чемпионате Беларуси, один в Кубке Беларуси и три в Лиге Европы.
В начале февраля 2019 года объявил о завершении карьеры игрока.

### В сборной
В конце января 2011 года Максим был вызван главным тренером национальной сборной Беларуси Берндом Штанге в состав команды для участия в учебно-тренировочном сборе в Турции и товарищеской встрече со сборной Казахстана 9 февраля. 29 марта 2011 года дебютировал в сборной в товарищеском матче против Канады в турецкой Анталье (0:1).

## Достижения
БАТЭ
- Чемпион Беларуси (5): 2006, 2007, 2008, 2015, 2016
- Обладатель Кубка Беларуси (2): 2005/06, 2014/15
- Обладатель Суперкубка Беларуси (3): 2015, 2016, 2017
- Финалист Кубка Беларуси (3): 2004/05, 2006/07, 2015/16

«Кубань»
- Победитель Первого дивизиона России (1): 2010
- Финалист Кубка России (1): 2014/15